# Jeannine Ronceray
Jeannine Ronceray (Anne-Marie, Marguerite, Jeanne Girard), née à Lauzerte (Tarn-et-Garonne) le 21 novembre 1899. et morte à Boulogne-Billancourt (Hauts-de-Seine) le 17 juillet 1987, est une comédienne française.

## Filmographie
- 1918 : Lucien n'aime pas flirter de Lucien Rozenberg + scénariste
- 1919 : Lucien joue à la poupée de Paul Garbagni
- 1919 : Lucien a le coup de foudre de Paul Garbagni
- 1930 : Méphisto d'Henri Debain et Nick Winter : Hilda Bergmann (film tourné en 4 époques)
- 1931 : Amour et business, court métrage de Robert Péguy : Monique
- 1932 : Vous serez ma femme de Serge de Poligny : Loulou Gazelle

## Théâtre
- 1920 : Le Roi de Robert de Flers et Gaston Arman de Caillavet,  théâtre des Variétés